# Cyperus subbadius
Cyperus subbadius är en halvgräsart som beskrevs av Georg Kükenthal. Cyperus subbadius ingår i släktet papyrusar, och familjen halvgräs.
Artens utbredningsområde är Madagaskar. Inga underarter finns listade i Catalogue of Life.